# Jules Perrin
Œuvres principales
- Un monde sur le monde (coécrit avec Henri Lanos)

Jules Laurent Perrin, né le 12 octobre 1862 à Paris 8e et mort le 16 mars 1944 à Paris 6e, est un romancier et nouvelliste français. 
Il fait partie d’un nouveau genre littéraire le merveilleux scientifique apparenté à la science-fiction, qui apparaît en France à la fin du XIXe siècle et qui prospère durant la première moitié du XXe.

## Biographie
Jules Perrin collabore avec plusieurs revues, à l'instar de Je sais tout et de Nos loisirs. C'est dans cette dernière revue, que Jules Perrin publie en feuilleton le roman scientifique d'inspiration vernienne Un monde sur le monde entre novembre 1910 et février 1911 en collaboration avec l'illustrateur Henri Lanos.
Adhérent de la Société des gens de lettres, il est d'ailleurs membre du comité de l'association entre 1915 et 1918 sous les présidences de Georges Lecomte et Pierre Dourcelle.

## Œuvre

### Romans
- La Reine Artémise (1887)
- Chaîne de cœurs (1893)
- Père inconnu (1903)
- Un petit coin du monde (1904)
- Les bonshommes en papier (1905)
- L'Hallucination de M. Forbe (1907-1908) – réédité sous le titre La Terreur des images (1908)[4]
- Deux fantômes (1908)
- Brocéliande (1910)
- Un monde sur le monde (1910-1911) – en collaboration avec Henri Lanos
- Annaïk sans place (1914)
- Le Mariage d'Abélard (1921)
- Quand l'Anglais régnait en France (1925)
- Le Retour des barbares (1926)
- L'Ermite de Montoire (1929)
- L'Amour est un mystère (1932)
- Le reposoir (1937)

### Nouvelle
- Feu moi-même (1907)

### Théâtre
- L'Inquiétude, pièce en 3 actes, en prose (1893) – en collaboration avec Claude Couturier
- Les Fenêtres, pièce en 3 scènes en prose (1892)